# Pier van Gorkum
Pier Hendrik van Gorkum (Amsterdam, 11 november 1931 – Zeist, 27 december 2012) was een Nederlands politicus voor de Politieke Partij Radikalen (PPR).
Van Gorkum studeerde economie en sociologie aan de Vrije Universiteit Amsterdam (VU). Hij werkte daarnaast bij het Bureau Arbeidsbemiddeling van de VU. In 1957 werd hij directeur van het Christelijke filmbedrijf Christelijke Film Actie en vanaf 1963 chef voorlichting van de Nederlandse Televisie Stichting. Daarnaast schreef hij aan een proefschrift "Kerk en voorlichting; een analyse van de begrippen voorlichting en public relations, alsmede van de wijze waarop zij toepassing hebben gevonden op kerkelijk gebied". In 1963 promoveerde hij in de economie aan de VU.
In 1965 stapte hij over naar de universiteit en werd wetenschappelijk onderzoeker bij de VU en het Interuniversitair Instituut voor Sociaal-Wetenschappelijk Onderzoek op het gebied van industriële democratie. Tegelijkertijd werd hij directeur bij het Informatiecentrum Ondernemingsraden. Ook was hij voorzitter van de vakbond voor leidinggevend personeel van het Christelijk Nationaal Vakverbond en lid van de verbondsraad van het CNV. Daarnaast was hij docent op De Horst, de sociale academie in Driebergen en gastdocent op verschillende universiteiten. Op De Horst stichtte hij met gelijkgestemden een Alternatieve Academie, die gegrondvest op marxistisch-leninistische beginselen het lesprogramma vorm gaf, hetgeen tot conflicten met de Minister van Onderwijs en Wetenschappen Chris van Veen aanleiding gaf. Begin jaren 70 richtte hij samen met vertegenwoordigers uit de NKV (Jaap van der Doef), CNV (Gerrit Gerritse, Louw de Graaf en Gerrit Terpstra) en de NVV (Wim Kok en Stan Poppe) de werkgroep maatschappijkritische vakbeweging op.
Hij was daarnaast sinds 1968 actief in de Politieke Partij Radikalen. Hij diende in 1971 een voorstel in om de PPR op te heffen waarbij de leden zich dienden aan te sluiten de PvdA. Nadat het voorstel met een (zeer grote) meerderheid was verworpen, zegde hij zijn PPR-lidmaatschap op, maar in 1972 keerde hij alweer terug naar de partij. Bij de Tweede Kamerverkiezingen 1972 werd hij verkozen voor de PPR. Hij voerde het woord op het gebied van sociaal-economische zaken. Hij stelde zich onafhankelijk op van de PPR-fractie en keerde zich tegen het kabinet-Den Uyl, waaraan de PPR deelnam, dat in zijn ogen te weinig deed voor de democratisering van het bedrijfsleven, waaronder uitbreiding van de macht van ondernemingsraden. Daarom kwam hij in 1975 met een eigen wetsvoorstel. Aangezien dit voorstel ook door een overweldigende meerderheid van het kabinet verworpen werd, diende hij in mei 1975 op het PPR-congres een voorstel in om te breken met het kabinet-Den Uyl. Toen dit voorstel werd verworpen, heeft hij voorgesteld als "buiten-parlementair Kamerlid" verder te gaan, maar toen de fractie hem dat niet toestond, stapte hij september 1975 uit de Tweede Kamer. In maart 1976 brak hij met de PPR, omdat deze partij in zijn ogen te weinig deed op het gebied van democratisering van het bedrijfsleven. Bij de Tweede Kamerverkiezingen 1977 stond hij als zevende gekandideerd op de lijst van de Pacifistisch Socialistische Partij (PSP); de partij haalde echter maar één zetel.
Na zijn Kamerlidmaatschap was Van Gorkum in 1986 oprichter en voorzitter van het Advocaten Centrum Ondernemingsraden. Vanaf eind jaren 80 was hij werknemerscommissaris bij verschillende bedrijven. In 1993 was hij overgestapt naar D66 en probeerde hij zonder succes verkozen te worden als Tweede Kamerlid voor die partij.